# Osvald Käpp
Osvald Käpp (ur. 17 lutego 1905 w Tallinnie, zm. 22 grudnia 1995 w Nowym Jorku) – estoński zapaśnik. Złoty medalista olimpijski z Amsterdamu.
Walczył w obu stylach. Zawody w 1928 były jego drugimi igrzyskami olimpijskimi, debiutował w 1924. Wywalczył złoto w wadze lekkiej, do 66 kilogramów, w stylu wolnym. Na mistrzostwach Europy po medale sięgał w stylu klasycznym i był drugi w 1926 oraz trzeci w 1927. W czasie wielkiego kryzysu wyemigrował do Stanów Zjednoczonych i był jednym z niewielu estońskich sportowców biorących udział w igrzyskach w 1932.